# Écleux
Écleux település Franciaországban, Jura megyében. Lakosainak száma 217 fő (2022. január 1.). Écleux Chissey-sur-Loue, Chamblay, Villeneuve-d’Aval és Villers-Farlay községekkel határos.

## Népesség
A település népességének változása:
| Lakosok száma | 146  | 119  | 136  | 183  | 216  | 219  | 224  | 228  | 222  | 217  |
|               | 1968 | 1982 | 1990 | 2006 | 2013 | 2015 | 2017 | 2019 | 2020 | 2022 |